# Elaphoglossum interruptum
Elaphoglossum interruptum là một loài dương xỉ trong họ Dryopteridaceae. Loài này được Rosenst. mô tả khoa học đầu tiên năm 1913.